# Отар Чиладзе
Отар Чиладзе (на грузински: ოთარ ჭილაძე, 20 март 1933, Сигнахи – 1 октомври 2009, Тбилиси) е грузински писател, поет, драматург, сценарист и преводач. През 1998 г. е номиниран за Нобелова награда за литература

## Биография
Роден е на 20 март 1933 г. в град Сигнахи. Брат е на Тамаз Чиладзе. Автор е на десетки книги. Сборници със стихове: „Пътуване и пътници“ (1959), „Глинените дъски“ (1963), „Детето свири по молба на гостите“ (1968), „Девет поеми“ (1969), „Втората половина на сърцето“ (1974) и др. Романи: „Вървеше по пътя човек“ (1972 – 1973), „И всеки, който се срещне с мен…“ (1976), „Железният театър“ (1981), „Мартенският петел“ (1987). Автор на очерци. В по-ново време издава романите „Авелум“ и „Годори“.
Лауреат е на наградите „Шота Руставели“, „Илия Чавчавадзе“, Държавната награда на Грузия. През 1999 г. е предложен за Нобелова награда за романа си „Авелум“, но отстъпва пред Гюнтер Грас.
Превежда на грузински Пушкин и други руски класици. Пише за киното – през 1967 г. по негов сценарий е заснет филмът „Как войникът изостана от войската“.
Умира на 77-годишна възраст на 1 октомври 2009 г. в Тбилиси. Погребан е в Пантеона на Грузия в Мтацминда.

## Творчество
Романи
- 1973 – გზაზე ერთი კაცი მიდიოდა / Вървеше по пътя човек (1985)
- 1976 – ყოველმან ჩემმან მპოვნელმან / И всеки, който се срещне с мен…
- 1981 – რკინის თეატრი / Железният театър
- 1991 – მარტის მამალი / Мартенският петел
- 1995 – აველუმი / Авелум
- 2003 – გოდორი / Годори